# 林龍太
林 龍太（はやし りゅうた、1996年7月23日 - ) は、日韓合同グローバルボーイズグループ元NIKのメンバー。2025年7月からRhino（リノ）という名前で活動。大阪府出身。SVEnt、アーガスプロダクション所属。

## 来歴

### 2016年
当初は林龍太、その後、西野龍太名義で関西発ボーイズエンタテインメント集団のKansai Boys Projectのメンバーとして活動。lolのバックダンサーや関西アメ村発信雑誌「AMERE」専属モデルも務める。

### 2017年
4月7日にKansai Boys Projectを卒業し、avex aritist academy東京校に進むことが発表される。8月31日から舞台メサイア‐悠久乃刻‐に出演。10月5日にBXBメンバーとして本格始動。

### 2018年
2月の解散ライブをもってBXBが解散。4月14日から舞台メサイア -月詠乃刻-に出演。7月7日から私の年下王子さまに出演。11月3日に私の年下王子さま Winter Lovers #0に出演。11月17日から映画メサイア‐幻夜乃刻‐が公開。

### 2019年
私の年下王子さまWinter Lovers内で、ベストオブプリンスの２位に選ばれる。1月12日からアニドルカラーズ！キュアステージに出演。4月17日からジュブナイル学園に出演。その後、PRODUCE 101 JAPANに挑戦するため、エイベックス・マネジメントを退所。9月3日に練習生「林龍太」としてプロフィールが公開される。クラス分けは初回A、再評価A。11月14日第２回順位発表式において、43位で脱落。

### 2020年
1月7日にG-EGGオファー枠から新たに合流するメンバーとして発表される。G-EGGに千葉合宿から合流し、8月29日にNIKのデビューメンバーとして選ばれた（最終順位3位）。

### 2021年
NIKとして9月27日韓国デビュー、10月6日に日本デビューした。

### 2023年
2月13日、オリジナルブランド「s.i.d．（シッド）」をオープン。イメージキャラクターのくまの名前は「SAISAIくん」となった。7月をもってNIKの活動が終了。

### 2025年
７月７日にRhino（リノ）として9月24日に「Jealousy/カスミソウ」をリリースすることを発表。

## 人物
大阪府に生まれる。両親は中学生の頃に離婚し、母子家庭となる。幼少の頃、無力で泣くことしかできない自分を変えたくて、何かできないかと考えていたところ「歌」に出会う。自分が発する歌により色々な人を幸せにすることができる、人生を変えられると気付き、アーティストを目指すことを決めたと、G-EGG第5話で述べている。「西島隆弘（AAA）さんのようなエンターティナーになりたい」と雑誌の質問に答えている。その歌声は、NIKの運営よりセツナVOICEと評された。
小さなころからバスケットボールをしており、高校ではバスケットボール部だった。高校卒業後にプロリーグに進むか迷っていたときに、声を掛けてもらい、芸能界に入った。その後、2回のデビューのチャンスがあったが事情により流れている。アーティストから俳優寄りに仕事がなってきたため、アーティストになりたい夢を追いかけるため、所属事務所を退所し、PRODUCE 101 JAPANに挑戦した。
フレンチシェフ見習いだったこともあり、料理が得意。パセリを振りすぎるのが癖なところから、ファンダム名はparsleyとなった。学生時代は風紀委員。私の年下王子さまに出演していたときに、木下優樹菜から「りゅんりゅん」という愛称をつけられている。PRODUCE 101 JAPANの課題曲「Happiness」で、最初のポーズがテディベアのように可愛らしいというところから、イメージ絵文字はくま（テディベア）。
Rhino（リノ）という名前は、自身のアパレルブランドのキャラクター「SAISAIくん」の「SAI」と、動物のサイが各国で幸せを呼ぶと言われているところからきており、ファンに幸せを与えられるようにという意味が込められている。本来はRhino（ライノ）と読むが、hを省略しRhino（リノ）としている。

### 趣味
カラオケ・バスケ・少女漫画を読むこと

### 特技
歌・腕相撲・バスケ・バイク音（発声練習）

## 出演
NIKとしての出演は「NIK#出演」を参照。

### テレビ
- ベストヒット歌謡祭：ピコ太郎のバックダンサーとして出演[31]（2016年11月17日、日本テレビ系）
- 日曜はカラフル!![32]（2020年3月22日、TOKYO MX）

### 配信番組
- AMERE TV[33]（Abemafresh）
- 私の年下王子さま[34][35]（2018年7月7日～9月29日、AbemaTV)
- 私の年下王子さま Winter Lovers #0[36](2018年11月3日、AbemaTV）
- PRODUCE 101 JAPAN[37]（2019年9月26日～11月14日、TBS系列（初回）・GYAO！）
- G-EGG[38]（2020年2月8日（2回目から出演）～8月29日、Mnet Japan・東海テレビ・TOKYO MX・AbemaTV）
- That time GEGG[39]（2020年5月30日～7月18日、AbemaTV）

### 映画
- メサイア‐幻夜乃刻‐[11]（2018年11月17日公開）ー小星鉄 役

### 舞台
- 大阪俳優市場2016春『池袋レインボウズ ～チャレンジャーズ・ハイ！』[40]（2016年3月23～28日、世界館）

- 大阪俳優市場2016夏『ピーターの救済』[41]（2016年8月24 ～29日、世界館）
- メサイア-悠久乃刻-[6][5]（2017年8月31～9月10日、天王洲銀河劇場・2017年9月22～24日、サンケイホールブリーゼ）ー小星鉄 役
- メサイア -月詠乃刻-[10]（2018年4月14日～22日、シアターGロッソ・2018年4月27～29日、メルパルクホール）ー小星鉄 役
- アニドルカラーズ!キュアステージ[42]（2019年1月12～20日、シアターGロッソ）ー夏月雫 役
- ジュブナイル学園[43]（2019年4月17 ～21日、シアターグリーン BIG TREE THEATER）ー九条役

### MV
- BESTIEM「HANABI」[44]（2017年8月2日発売　1stアルバム『BESTIEM』収録曲、ブランニューミュージック）

### イベント
- カラコレLight[3][45]（2016年8月13日、アリスガーデン）
- 日本女子博覧会[46]（2016年10月20日、インテックス大阪）
- OSAKA STREET COLLECTION[47](2016年10月23日）
- KANSAI BOYS SHOW~2018年Valentineの奇跡!?~[48]（2018年2月4日、道頓堀ZAZA）ーゲスト出演
- Woman Grand Festa 2019[49]（2019年4月27日、ナレッジキャピタル コングレコンベンションセンター）
- COLOR WORLD(2020年９月10日、オンライン）
- RYUTA / RYO / TAICHI BIRTHDAY EVENT[50](2022年7月17日、横浜みなとみらいブロンテ）
- BUZZ-UP 2022 summer（1部MC）[51]（2022年8月17日、横浜ランドマークホール）
- Rhino Birthday Live 2025[52]（2025年7月22日、THIRD STONE Fukushima・2025年8月3日、ラドンナ原宿）
- まちなかコンサート August 2025[53]（2025年8月23日、ワルツ所沢）
- Rhino Release Anniversary Live[54]（2025年10月3日、OSAKA RUIDO・2025年10月5日、東京カルチャーカルチャー）

### 書籍
- MESSIAH－CHRONICLE－[55]（2018年4月20日、一迅社）
- PRODUCE 101 JAPAN FAN BOOK[56]（2019年12月21日発行、ヨシモトブックス）
- PRODUCE 101 JAPAN FAN BOOK PLUS[16]（2020年2月10日発行、ヨシモトブックス）

### 雑誌
- AbemaTV BOOK[57]（2018年8月18日発行、ワニブックス）
- GINGER WEB[12]（2019年1月11日掲載）
- haru hana[58]（2020年2月27日、東京ニュース通信社）

## ディスコグラフィ
NIKとしての作品は「NIK#ディスコグラフィ」を参照。

### 楽曲
- Regret－作詞作曲（三井瞭との共作）。2021年12月25日The End of the Beginningで初披露。
- Girlfriend－作詞作曲石坂太一（アレンジ林龍太）。2022年7月17日、RYUTA / RYO / TAICHI BIRTHDAY EVENTにて初披露。

### DVD
- MESSIAHー悠久乃刻ー[59]（2018年2月14日発売）
- MESSIAHー月詠乃刻ー[59]（2018年9月12日発売）
- MESSIAHー幻夜乃刻ー[59]（2019年5月8日発売）
- MESSIAHー幻夜乃刻ーMAKING[59]（2019年1月9日発売）
- アニドルカラーズ！キュアステージ